# Liste des circonscriptions législatives de l'Ariège
Le département français de l'Ariège est, sous la Cinquième République, constitué de deux circonscriptions législatives, ce nombre étant stable depuis 1958. Leurs limites ont été redéfinies lors du redécoupage de 1986, mais n'ont pas été affectées par celui de 2010, en vigueur à compter des élections législatives de 2012.

## Présentation
Par ordonnance du 13 octobre 1958 relative à l'élection des députés à l'Assemblée nationale, le département de l'Ariège est constitué de deux circonscriptions électorales.
Lors des élections législatives de 1986 qui se sont déroulées selon un mode de scrutin proportionnel à un seul tour par listes départementales, le nombre de deux sièges de l'Ariège a été conservé.
Le retour à un mode de scrutin uninominal majoritaire à deux tours en vue des élections législatives suivantes, a maintenu ce nombre de deux sièges,, selon un nouveau découpage électoral.
Le redécoupage des circonscriptions législatives réalisé en 2010 et entrant en application à compter des élections législatives de juin 2012, n'a modifié ni le nombre ni la répartition des circonscriptions de l'Ariège.

## Composition des circonscriptions

### Composition des circonscriptions de 1958 à 1986
À compter de 1958, le département de l'Ariège comprend deux circonscriptions :
- 1re circonscription : Ax-les-Thermes, La Bastide-de-Sérou, Les Cabannes, Foix (divisé en Foix-Rural et Foix-Ville en 1984[9]), Lavelanet, Mirepoix, Quérigut, Tarascon-sur-Ariège, Varilhes, Vicdessos.
- 2e circonscription : Castillon-en-Couserans, Le Fossat, Le Mas-d'Azil, Massat, Oust, Pamiers (divisé en Pamiers-Est et Pamiers-Ouest en 1984[9]), Sainte-Croix-Volvestre, Saint-Girons, Saint-Lizier, Saverdun.

### Composition des circonscriptions depuis 1988
Lors du redécoupage de 1986, les canton de Castillon-en-Couserans, Massat et Massat passent de la deuxième à la première circonscription ; celui de Mirepoix suit le chemin inverse. Le département de l'Ariège comprend toujours deux circonscriptions, alors découpées ainsi :
- 1re circonscription : Ax-les-Thermes, La Bastide-de-Sérou, Les Cabannes, Castillon-en-Couserans, Foix-Rural, Foix-Ville, Lavelanet, Massat, Oust, Quérigut, Tarascon-sur-Ariège, Varilhes, Vicdessos.
- 2e circonscription : Le Fossat, Le Mas-d'Azil, Mirepoix, Pamiers-Est, Pamiers-Ouest, Sainte-Croix-Volvestre, Saint-Girons, Saint-Lizier, Saverdun.

À la suite du redécoupage des cantons de 2014, les circonscriptions législatives ne sont plus composées de cantons entiers mais continuent à être définies selon les limites cantonales en vigueur en 2010. Les circonscriptions sont ainsi composées des cantons actuels suivants :
- 1re circonscription : cantons de Haute-Ariège, Couserans Est (27 communes), Couserans Ouest (26 communes), Foix, Pays d'Olmes, Sabarthès et du Val d'Ariège, communes d'Artix, Rieux-de-Pelleport et Saint-Bauzeil
- 2e circonscription : cantons d'Arize-Lèze, Couserans Est (10 communes), Couserans Ouest (4 communes), Mirepoix, Pamiers-1 (sauf communes d'Artix, Rieux-de-Pelleport et Saint-Bauzeil), Pamiers-2, Portes d'Ariège et Portes du Couserans